# Ciudi

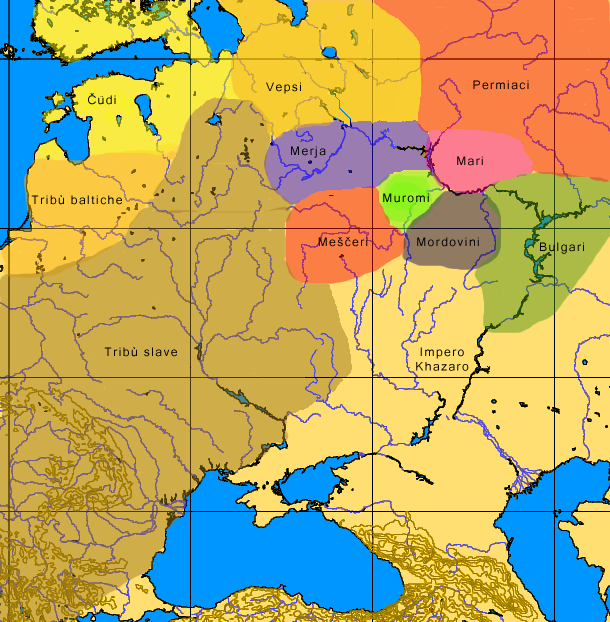
I Ciudi e gli altri gruppi etnici stanziati in Russia nel IX secolo

I Ciudi furono una popolazione di stirpe finnica del Baltico che visse, almeno fino al IX secolo, nei territori corrispondenti alla moderna Estonia e Finlandia.
Nel folklore russo i Ciudi settentrionali rappresentano inoltre una popolazione mitologica. Nella mitologia dei Komi, in particolare, tale gruppo etnico è considerato il progenitore dell'etnia Komi.

## I Ciudi negli annali storici
La Cronaca degli anni passati annovera i Ciudi tra i fondatori della Rus' di Kiev, insieme a Slavi e Vichinghi. In altre Cronache antico-slave, il termine "Ciudi" è usato in relazione ad alcune tribù finniche, in particolare proto-estoni. Nel 1030 il Principe Jaroslav I di Kiev condusse una campagna militare vittoriosa contro i Ciudi e costruì una fortezza a Juriev (l'odierna Tartu, nell'Estonia sudorientale). I Principi di Kiev iniziarono allora a raccogliere tributi dai Ciudi abitanti nello Stato di Ugaunia, che circondava la città, probabilmente fino al 1061, quando, secondo gli storici, Juriev fu data alle fiamme da un'altra tribù Ciuda (Sosoli). La maggior parte delle guerre e delle incursioni contro i popoli Ciudi si verificarono all'interno dei territori della moderna Estonia. Al confine tra questo Stato e la Russia è ancora presente un lago chiamato Čudskoie (lago dei Ciudi) in Russo. Tuttavia vi sono anche testimonianze storiche di popolazioni così chiamate, come il sottogruppo dei Žavološka, vissuti nelle regioni occupate da Mordovi e Komi.
Successivamente il termine Ciudi andò a designare le popolazioni finniche stanziate più a oriente, i Vepsi ed i Votici in particolare, mentre alcune derivazioni di Ciudi, come Čukhna o Čukhoneti, finirono per indicare i finnici occidentali e gli estoni.
A seguito della annessione della Finlandia (1714–1917) e dell'Estonia (1714–1917) all'Impero russo e l'ampliarsi dei contatti con i russi, i finnici cominciarono a percepire il termine Ciudi, usato solo dai russi, come dispregiativo nei loro confronti. A riprova di ciò è da evidenziare come la parola "Čukhna" fu utilizzata in tale accezione almeno fino alla guerra d'inverno (1939–1940) tra Unione Sovietica e Finlandia.

## Fonti
- (EN) Pre- and Proto-historic Finns di John Abercromby, su books.google.com.
- (EN) FOREST MYTHS di Pavel F. Limerov (PDF), su haldjas.folklore.ee.